# 次溴酸钠
次溴酸钠是一种无机化合物，化学式NaBrO，或写作NaOBr，为钠的次溴酸盐。它通常以五水合物（NaBrO·5H2O）的形式存在。 它是一种黄橙色固体，可溶于水。它呈单斜晶系，Br–O键长为1.820 Å。它是次氯酸钠的溴类似物，为普通漂白剂的活性成分。实际上，这种盐通常作为水溶液使用。
通过用碱和溴的水溶液反应来制备次溴酸钠：
Br2 + 2NaOH → NaBr + NaBrO + H2O
它可通过原位反应产生，以用作有机合成的试剂，例如从烟酰胺合成3-氨基吡啶。